# 明本京静
明本 京静（あけもと きょうせい、1905年3月23日 - 1972年10月17日）は、日本の作詞家、作曲家。本名は明本 教成。

## 経歴・人物

### 生い立ち
青森県黒石市出身。旧制青森県立弘前中学校（現・青森県立弘前高等学校）を経て、旧制弘前高等学校卒業。東京帝国大学工学部中退。
近衛秀麿に師事し、新交響楽団（NHK交響楽団の前身）でベートーヴェンの「第九」のテナー独唱者となる。

### 戦時歌謡
その後、しばらく鳴かず飛ばずの時代が続いたが、昭和14年(1939年)、朝日新聞社が募集した「皇軍感謝の歌」の当選作、「父よあなたは強かった」の作曲依頼が日本コロムビアに依頼され、専属作曲家12人の競作になり、採用されたのは最も無名に近かった明本の曲であった。この結果はマスコミにも大々的に報じられて、明本は一躍有名になり、「皇国（みくに）の母」、「あゝ紅の血は燃ゆる」など、数多くの戦時歌謡の作品を残した。
「父よあなたは強かった」は、女性の参政権獲得と、それに伴う父権の衰退などの、時代に逆行するタイトルにかえって郷愁を誘われ、歌いやすいピョンコ節の曲想などから、替え歌の格好の素材となり、1960年代までコントやギャグによく利用されたため、最もポピュラーな戦時歌謡の一つになっている。

### 戦後の活動
戦後は、「明るい歌で明るい社会を」の運動を展開。1946年に、軍国調の色彩が強かった国民歌謡に代わるラジオ歌謡の第1作「花の曙」と、第2作「風はそよかぜ」の作曲を担当した。
戦後の歌声運動というと、ロシア民謡や反戦歌に代表される「左より」の団体が主催するものが多く、うっかり参加すると入会やカンパなどを強要されたことも多かった。これに鑑み、財団法人日本文化協会を組織、1956年、銀座4丁目の「チクサン会館」内に、指導音楽学校を開校して、歌声サークルや合唱団などのリーダーを養成、1961年から1972年まで、毎月20日の夕方、日比谷公会堂で、誰でも気軽に参加でき、舞台と客席が一体になって唄い、歌唱指導などもある「みんなでうたう音楽会」を開催。NHKのローカル番組に取り上げられたこともあり、毎月多くの老若男女が参加した。
指導音楽学校の授業風景や、「みんなでうたう音楽会」については、遠浜々の「星に届け、ベルカント」（東洋出版）に描かれている。
また、1953年に行われた第3回参議院議員通常選挙の全国区に無所属で立候補したが、落選している。
1956年に発表された「憲法改正の歌」を作曲している。作詞は後に内閣総理大臣となる中曽根康弘である。

## 主な作品
- 『初音の唄』
- 『武田節』
- 『直実節』
- 『父よあなたは強かった』
- 『皇国の母』
- 『学徒動員の歌』
- 『あゝ紅の血は燃ゆる』
- 『風はそよ風』
- 『青森県民の歌』 - 東奥日報創刊70周年記念曲。正式な県民歌としては制定されていない。
- 『黒石中学校校歌』
- 『天理教青年会会歌』(天理中学校・天理高等学校校歌、天理大学学歌[1])
- 『青森県立黒石高等学校校歌』
- 『黒石小唄』
- 『憲法改正の歌』
- 『埼玉県歌』
- 『町田市歌』
- 『立命館大学学園歌』
- 『専修大学第一応援歌（スター専修）』
- 『高崎経済大学学歌』
- 『東京総合美容専門学校校歌』
- 『登別市立登別温泉小学校校歌』（北海道登別市）
- 『新潟県民歌』
- 『静岡北高等学校校歌』
- 『杉並区立杉並第七小学校校歌』
- 『鶴田町立菖蒲川小学校校歌』
- 『五所川原工業高校校歌』

## 警察歌の作曲
- 『警察予備隊隊歌（若鳩の歌）』
- 『警察大学校歌』
- 『警察大学校致遠寮寮歌(春、武蔵野の朝ぼらけ)』
- 『福島県警察歌』※作詞作曲
- 『警視庁の歌』
- 『出動の歌』
- 『治安の闘士』
- 『警視庁警察学校歌』
- 『神奈川県警察学校歌』
- 『静岡県警察歌』
- 『大阪府警第一機動隊歌』
- 『神戸市警察の歌』
- 『滋賀県警察歌』
- 『高知県警察歌』
- 『高知県警察学校歌』
- 『徳島県警察歌』※作詞作曲